# Canton de Dinan
Le canton de Dinan est une circonscription électorale française du département des Côtes-d'Armor.

## Histoire
Un nouveau découpage territorial des Côtes-d'Armor entre en vigueur à l'occasion des élections départementales de mars 2015, défini par le décret du 13 février 2014, en application des lois du 17 mai 2013 (loi organique 2013-402 et loi 2013-403). Les conseillers départementaux sont, à compter de ces élections, élus au scrutin majoritaire binominal mixte. Les électeurs de chaque canton élisent au Conseil départemental, nouvelle appellation du Conseil général, deux membres de sexe différent, qui se présentent en binôme de candidats. Les conseillers départementaux sont élus pour 6 ans au scrutin binominal majoritaire à deux tours, l'accès au second tour nécessitant 12,5 % des inscrits au 1er tour. En outre la totalité des conseillers départementaux est renouvelée. Ce nouveau mode de scrutin nécessite un redécoupage des cantons dont le nombre est divisé par deux avec arrondi à l'unité impaire supérieure si ce nombre n'est pas entier impair, assorti de conditions de seuils minimaux. Dans les Côtes-d'Armor, le nombre de cantons passe ainsi de 52 à 27. Le canton de Dinan est formé de communes des anciens cantons de Dinan-Est, de Dinan-Ouest et de Plélan-le-Petit.

## Représentation
| Période élective | Période élective | Mandat | Mandat   | Identité               | Nuance | Nuance | Qualité                                                                      |
| ---------------- | ---------------- | ------ | -------- | ---------------------- | ------ | ------ | ---------------------------------------------------------------------------- |
| 2015             | 2021             | 2015   | 2021     | Brigitte Balay-Mizrahi |        | UDI    | Première Adjointe au maire de Dinan Vice-Présidente du Conseil départemental |
| 2015             | 2021             | 2015   | 2021     | René Degrenne          |        | DVD    | Cadre commercial, directeur de centre des profits Maire de Léhon             |
| 2021             | 2028             | 2021   | en cours | Brigitte Balay-Mizrahi |        | UDI    | Conseillère sortante                                                         |
| 2021             | 2028             | 2021   | en cours | René Degrenne          |        | DVC    | Conseiller sortant                                                           |

### Résultats détaillés

#### Élections de mars 2015
À l'issue du 1er tour des élections départementales de 2015, deux binômes sont en ballottage : Brigitte Balay-Mizrahi et René Degrenne (DVD, 36,14 %) et Anne-Cécile Briec-Lamé et Philippe Landuré (Union de la Gauche, 29,86 %). Le taux de participation est de 52,52 % (8 529 votants sur 16 240 inscrits) contre 56,24 % au niveau départementalet 50,17 % au niveau national.
Au second tour, Brigitte Balay-Mizrahi et René Degrenne (DVD) sont élus avec 53,24 % des suffrages exprimés et un taux de participation de 53,41 % (4 228 voix pour 8 672 votants et 16 238 inscrits).

#### Élections de juin 2021
Le premier tour des élections départementales de 2021 est marqué par un très faible taux de participation (33,26 % au niveau national). Dans le canton de Dinan, ce taux de participation est de 37,04 % (6 351 votants sur 17 145 inscrits) contre 39,37 % au niveau départemental. À l'issue de ce premier tour, deux binômes sont en ballottage : Brigitte Balay-Mizrahi et René Degrenne (DVC, 48,87 %) et Erwan Beaudouin et Laëtitia Rouxel (Union à gauche, 35,25 %).
Le second tour des élections est marqué une nouvelle fois par une abstention massive équivalente au premier tour. Les taux de participation sont de 34,3 % au niveau national, 40,31 % dans le département et 38,74 % dans le canton de Dinan. Brigitte Balay-Mizrahi et René Degrenne (DVC) sont élus avec 58,47 % des suffrages exprimés (3 658 voix pour 6 642 votants et 17 147 inscrits),,.

## Composition
Le canton de Dinan comprenait 6 communes entières à sa création.
À la suite de la création de la commune nouvelle de Dinan en lieu et place des communes de Dinan et de Léhon le 1er janvier 2018, le nombre de communes du canton descend à 5.
| Nom                           | Code Insee | Intercommunalité       | Superficie (km2) | Population (dernière pop. légale) | Densité (hab./km2) | Modifier                                    |
| ----------------------------- | ---------- | ---------------------- | ---------------- | --------------------------------- | ------------------ | ------------------------------------------- |
| Dinan (bureau centralisateur) | 22050      | CA Dinan Agglomération | 8,71             | 14 966 (2022)                     | 1 718              | modifier les données · modifier les données |
| Aucaleuc                      | 22003      | CA Dinan Agglomération | 6,38             | 953 (2022)                        | 149                | modifier les données · modifier les données |
| Quévert                       | 22259      | CA Dinan Agglomération | 12,48            | 3 963 (2022)                      | 318                | modifier les données · modifier les données |
| Trélivan                      | 22364      | CA Dinan Agglomération | 11,10            | 2 875 (2022)                      | 259                | modifier les données · modifier les données |
| Vildé-Guingalan               | 22388      | CA Dinan Agglomération | 7,35             | 1 294 (2022)                      | 176                | modifier les données · modifier les données |
| Canton de Dinan               | 2204       |                        | 46,02            | 24 051 (2022)                     | 523                | modifier les données                        |

## Démographie
En 2022, le canton comptait 24 051 habitants, en évolution de +5,1 % par rapport à 2016 (Côtes-d'Armor : +1,78 %, France hors Mayotte : +2,11 %).
| 2013   | 2018   | 2022   |
| ------ | ------ | ------ |
| 22 496 | 23 109 | 24 051 |